# Třída King Edward VII
Třída King Edward VII byla třída predreadnoughtů Royal Navy. Celkem bylo postaveno osm jednotek této třídy. Ve službě byly od roku 1905. Účastnily se první světové války, ve které byly dvě potopeny. Ostatní byly na počátku 20. let 20. století sešrotovány.

## Stavba
Tato třída představovala kvalitativní posun od linie zahájené třídou Majestic. Především měla o 1000 tun větší výtlak a palebnou sílu zvětšenou přidáním čtyř 234mm kanónů. V praxi však toto řešení ztěžovalo řízení palby, neboť bylo obtížné rozlišit dopady střel obou hlavních ráží. Celkem bylo v letech 1902–1907 postaveno osm jednotek této třídy.
Jednotky třídy King Edward VII:
| Jméno           | Loděnice                   | Založení kýlu   | Spuštěna          | Vstup do služby | Poznámka                                                                    |
| --------------- | -------------------------- | --------------- | ----------------- | --------------- | --------------------------------------------------------------------------- |
| Africa          | Chatham dockyard           | 27. ledna 1904  | 20. května 1905   | listopad 1906   | Od roku 1918 v rezervě. Sešrotována 1920.                                   |
| Britannia       | Portsmouth dockyard        | 4. února 1904   | 10. prosince 1904 | září 1906       | Dne 9. listopadu 1918 u mysu Trafalgar potopena německou ponorkou SM UB 50. |
| Commonwealth    | Fairfield, Glasgow         | 17. června 1902 | 13. května 1903   | březen 1905     | Od srpna 1918 dělostřelecká cvičná loď. Sešrotována 1921.                   |
| Dominion        | Vickers, Barrow-in-Furness | 23. května 1902 | 25. srpna 1903    | červenec 1905   | Od května 1918 v rezervě. Sešrotována 1921.                                 |
| Hibernia        | Devonport dockyard         | 6. ledna 1904   | 17. června 1905   | leden 1907      | Od října 1917 v rezervě. Sešrotována 1921.                                  |
| Hindustan       | John Brown, Clydebank      | 25. října 1902  | 19. prosince 1903 | červenec 1905   | Od května 1918 v rezervě. Sešrotována 1921.                                 |
| King Edward VII | Devonport dockyard         | 8. března 1902  | 23. července 1903 | únor 1905       | Dne 6. ledna 1916 se poblíž mysu Wrath potopila na mině.                    |
| New Zealand     | Portsmouth dockyard        | 9. února 1903   | 4. února 1904     | červenec 1905   | Od září 1918 v rezervě. Od Sešrotována 1921.                                |

## Konstrukce

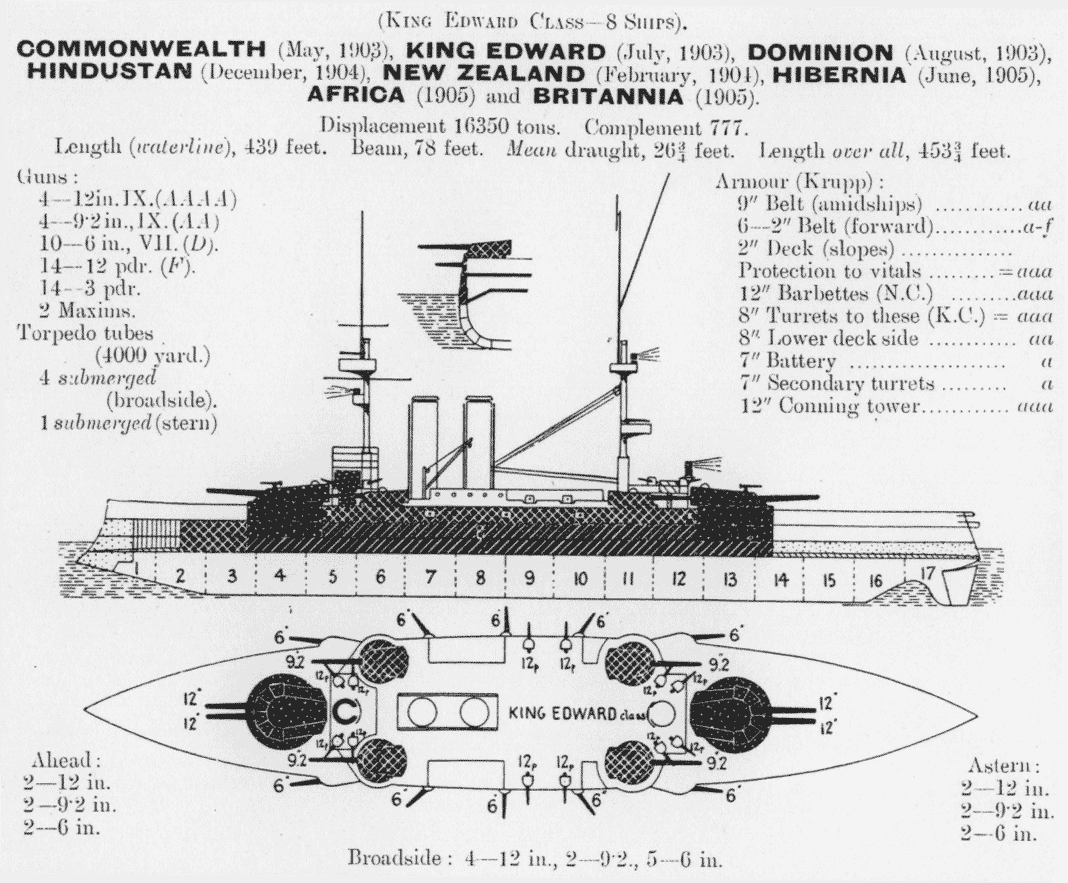
Schéma výzbroje a pancéřování

Hlavní výzbroj tvořily čtyři 305mm kanóny ve dvouhlavňových věžích, doplněné čtyřmi 234mm kanóny v jednohlavňových věžích. Sekundární výzbrojí bylo deset kasematových 152m kanónů. Lodě dále nesly čtrnáct 76mm kanńů, čtrnáct 47mm kanónů a čtyři 457mm torpédomety. Pohonný systém tvořily dva parní stroje o výkonu 18 000 ihp, pohánějící dva lodní šrouby. Počet a typ použitých kotlů se v rámci třídy lišil. Například bitevní loď Dominion měla šestnáct kotlů Babcock and Wilcox a bitevní loď New Zealand měla dvanáct kotlů Niclausse. Nejvyšší rychlost dosahovala 18,5 uzlu.

## Osudy

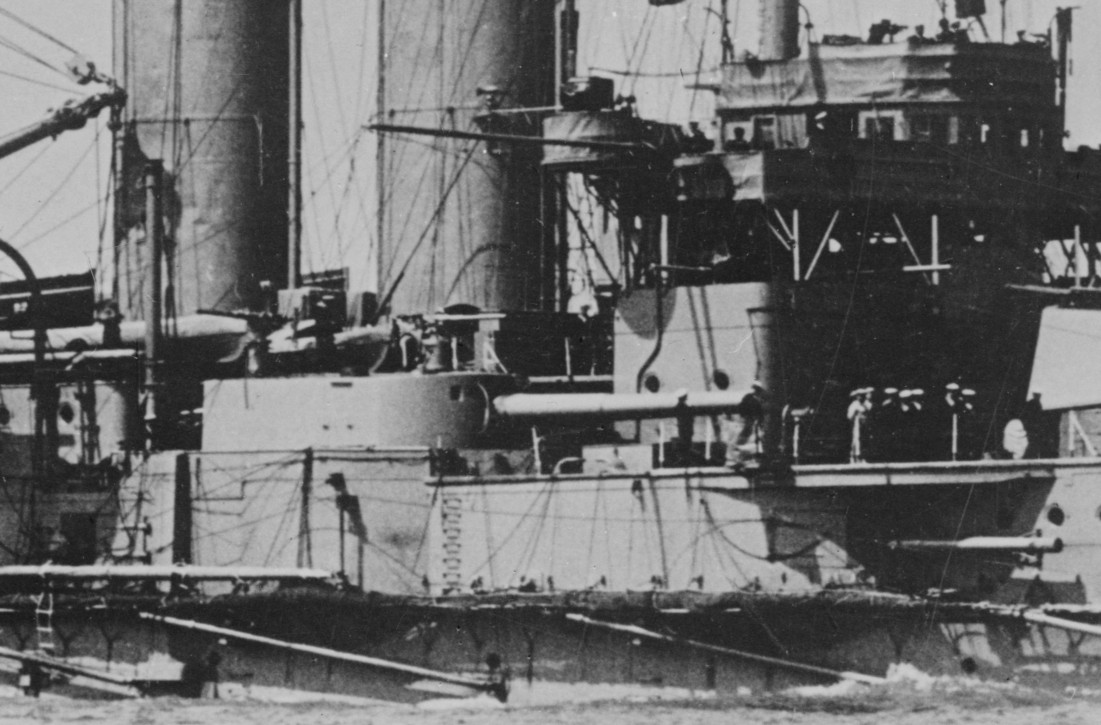
Detail věže s 234mm kanónem

Třída King Edward VII vstupovala do služby v době dokončení koncepčně revoluční bitevní lodi HMS Dreadnought a proto brzy zastarala. V rozličných rolích však tyto lodě sloužily převážnou část první světové války.
V roce 1912 z nich byla vytvořena 3. eskadra bitevních lodí, sloužící během první balkánské války v letech 1912–1913 ve Středomoří. V první polovině první světové války byla eskadra součástí Velkého loďstva. Během války byly jednotlivé lodě nasazovány i na jiných bojištích a postupně vyřazovány z první linie. Počátkem roku 1918 byly ve službě již jen dvě (společně s HMS Dreadnought tvořily 3. eskadru bitevních lodí), přičemž posádky ostatních byly převeleny na nová eskortní plavidla.
Dvě jednotky byly za války ztraceny. King Edward VII se potopil poblíž mysu Wrath na severu Skotska na mině položené německým pomocným křižníkem SMS Möve. Britannia byla poblíž mysu Trafalgar potopena dvěma torpédy německé ponorky SM UB 50 (nadporučík Heinrich Kukat). Byla to poslední britská válečná loď potopená v první světové válce. V době útoku byla ponorka na cestě z Puly do Kielu, kam opravdu 29. listopadu 1918 doplula. Zbylých šest lodí bylo v letech 1920–1921 prodáno do šrotu.